# Nomenclatura delle unità territoriali per le statistiche della Romania
NUTS (Nomenclature of Territorial Units for Statistics) della Romania (RO), in tre livelli:
| Livelli | Suddivisioni                                            | #  |
| ------- | ------------------------------------------------------- | -- |
| NUTS 1  | Macroregioni (Macroregiuni)                             | 4  |
| NUTS 2  | Regioni di sviluppo della Romania (Regiuni)             | 8  |
| NUTS 3  | Distretti della Romania + Bucarest (Județe + București) | 42 |

## Codici NUTS

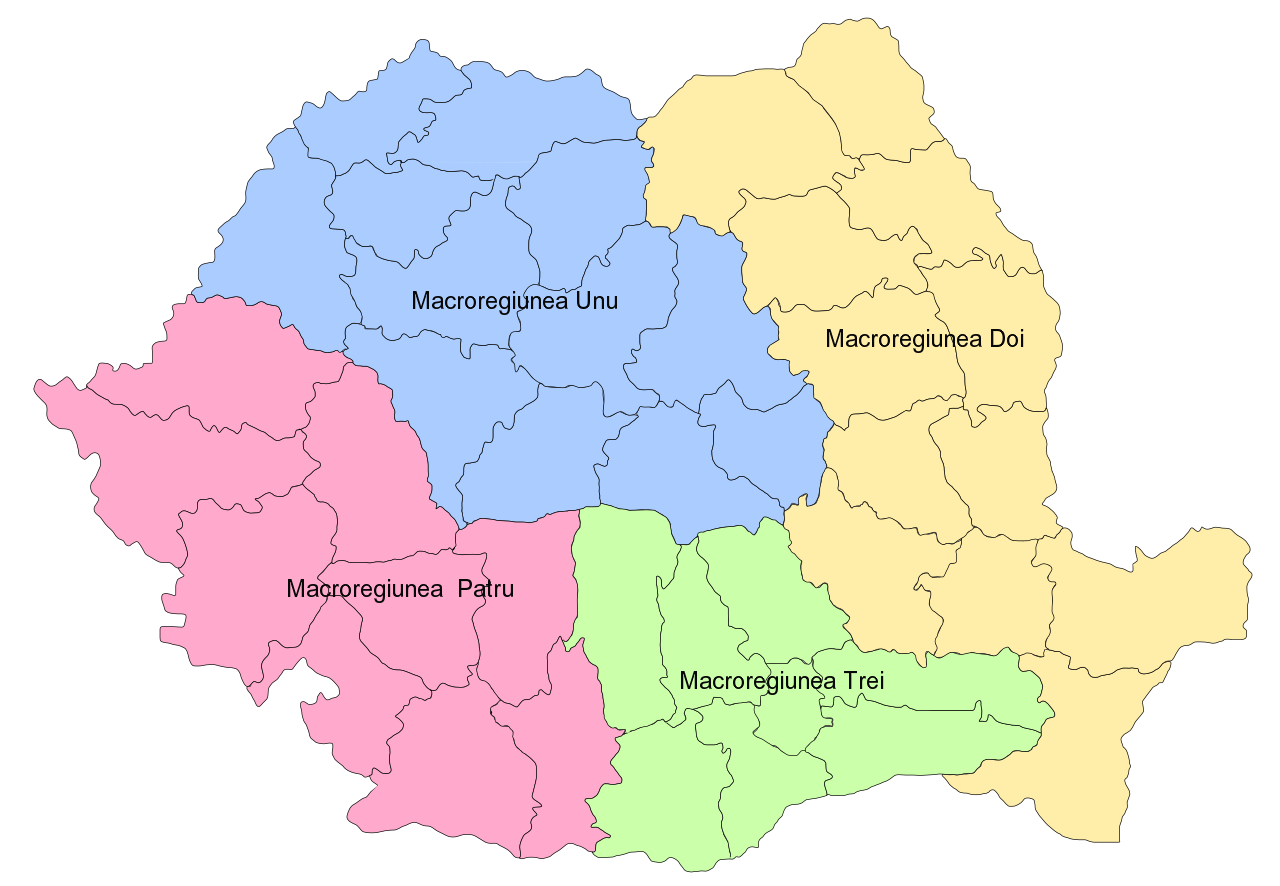
NUTS 1 regioni della Romania

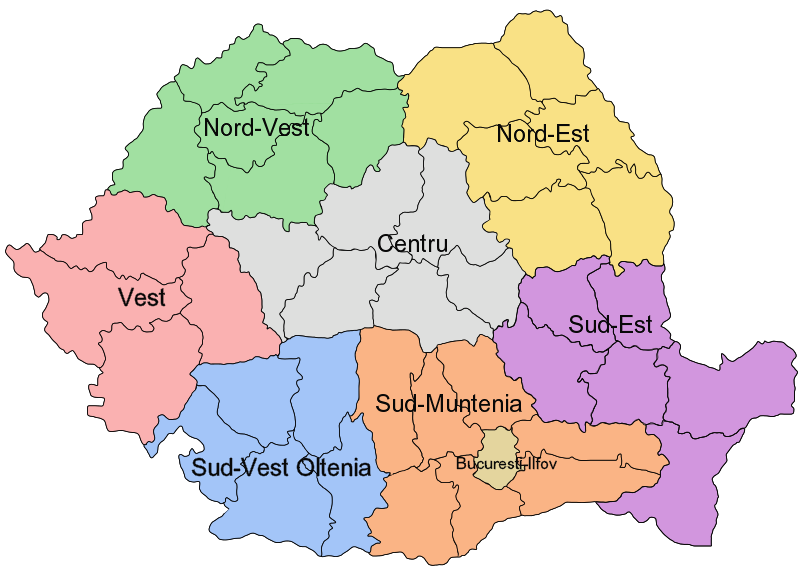
NUTS 2 regioni della Romania

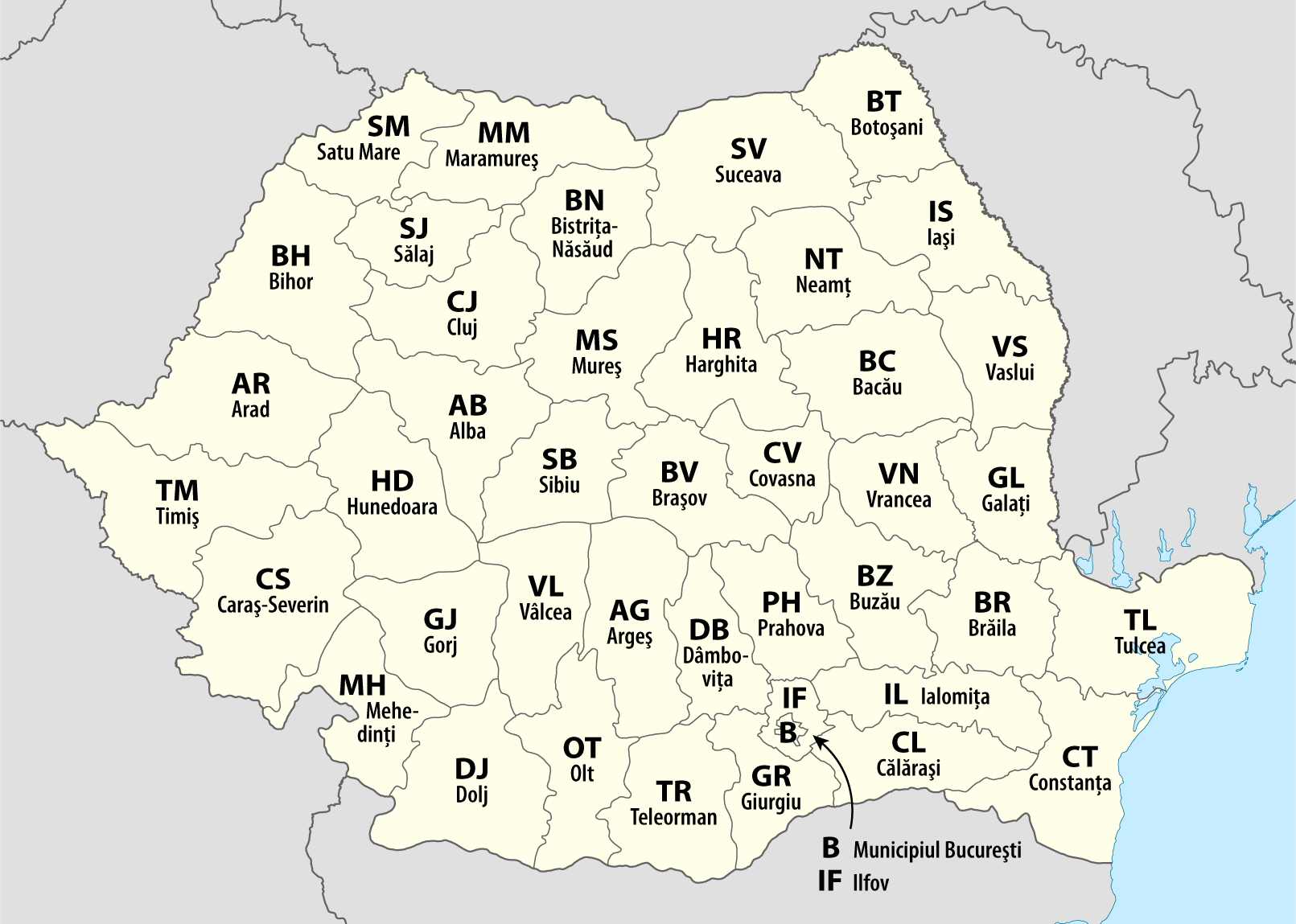
NUTS 3 regioni della Romania

| NUTS 1                                     | Codice | NUTS 2           | Codice | NUTS 3                       | Codice |
| ------------------------------------------ | ------ | ---------------- | ------ | ---------------------------- | ------ |
| Macroregione uno (Macroregiunea unu)       | RO1    | Nord-Vest        | RO11   | Distretto di Bihor           | RO111  |
| Macroregione uno (Macroregiunea unu)       | RO1    | Nord-Vest        | RO11   | Distretto di Bistrița-Năsăud | RO112  |
| Macroregione uno (Macroregiunea unu)       | RO1    | Nord-Vest        | RO11   | Distretto di Cluj            | RO113  |
| Macroregione uno (Macroregiunea unu)       | RO1    | Nord-Vest        | RO11   | Distretto di Maramureș       | RO114  |
| Macroregione uno (Macroregiunea unu)       | RO1    | Nord-Vest        | RO11   | Distretto di Satu Mare       | RO115  |
| Macroregione uno (Macroregiunea unu)       | RO1    | Nord-Vest        | RO11   | Distretto di Sălaj           | RO116  |
| Macroregione uno (Macroregiunea unu)       | RO1    | Centru           | RO12   | Distretto di Alba            | RO121  |
| Macroregione uno (Macroregiunea unu)       | RO1    | Centru           | RO12   | Distretto di Brașov          | RO122  |
| Macroregione uno (Macroregiunea unu)       | RO1    | Centru           | RO12   | Distretto di Covasna         | RO123  |
| Macroregione uno (Macroregiunea unu)       | RO1    | Centru           | RO12   | Distretto di Harghita        | RO124  |
| Macroregione uno (Macroregiunea unu)       | RO1    | Centru           | RO12   | Distretto di Mureș           | RO125  |
| Macroregione uno (Macroregiunea unu)       | RO1    | Centru           | RO12   | Distretto di Sibiu           | RO126  |
| Macroregione due (Macroregiunea doi)       | RO2    | Nord-Est         | RO21   | Distretto di Bacău           | RO211  |
| Macroregione due (Macroregiunea doi)       | RO2    | Nord-Est         | RO21   | Distretto di Botoșani        | RO212  |
| Macroregione due (Macroregiunea doi)       | RO2    | Nord-Est         | RO21   | Distretto di Iași            | RO213  |
| Macroregione due (Macroregiunea doi)       | RO2    | Nord-Est         | RO21   | Distretto di Neamț           | RO214  |
| Macroregione due (Macroregiunea doi)       | RO2    | Nord-Est         | RO21   | Distretto di Suceava         | RO215  |
| Macroregione due (Macroregiunea doi)       | RO2    | Nord-Est         | RO21   | Distretto di Vaslui          | RO216  |
| Macroregione due (Macroregiunea doi)       | RO2    | Sud-Est          | RO22   | Distretto di Brăila          | RO221  |
| Macroregione due (Macroregiunea doi)       | RO2    | Sud-Est          | RO22   | Distretto di Buzău           | RO222  |
| Macroregione due (Macroregiunea doi)       | RO2    | Sud-Est          | RO22   | Distretto di Costanza        | RO223  |
| Macroregione due (Macroregiunea doi)       | RO2    | Sud-Est          | RO22   | Distretto di Galați          | RO224  |
| Macroregione due (Macroregiunea doi)       | RO2    | Sud-Est          | RO22   | Distretto di Tulcea          | RO225  |
| Macroregione due (Macroregiunea doi)       | RO2    | Sud-Est          | RO22   | Distretto di Vrancea         | RO226  |
| Macroregione tre (Macroregiunea trei)      | RO3    | Sud-Muntenia     | RO31   | Distretto di Argeș           | RO311  |
| Macroregione tre (Macroregiunea trei)      | RO3    | Sud-Muntenia     | RO31   | Distretto di Călărași        | RO312  |
| Macroregione tre (Macroregiunea trei)      | RO3    | Sud-Muntenia     | RO31   | Distretto di Dâmbovița       | RO313  |
| Macroregione tre (Macroregiunea trei)      | RO3    | Sud-Muntenia     | RO31   | Distretto di Giurgiu         | RO314  |
| Macroregione tre (Macroregiunea trei)      | RO3    | Sud-Muntenia     | RO31   | Distretto di Ialomița        | RO315  |
| Macroregione tre (Macroregiunea trei)      | RO3    | Sud-Muntenia     | RO31   | Distretto di Prahova         | RO316  |
| Macroregione tre (Macroregiunea trei)      | RO3    | Sud-Muntenia     | RO31   | Distretto di Teleorman       | RO317  |
| Macroregione tre (Macroregiunea trei)      | RO3    | Bucharest-Ilfov  | RO32   | Bucarest                     | RO321  |
| Macroregione tre (Macroregiunea trei)      | RO3    | Bucharest-Ilfov  | RO32   | Distretto di Ilfov           | RO322  |
| Macroregione quattro (Macroregiunea patru) | RO4    | Sud-Vest Oltenia | RO41   | Distretto di Dolj            | RO411  |
| Macroregione quattro (Macroregiunea patru) | RO4    | Sud-Vest Oltenia | RO41   | Distretto di Gorj            | RO412  |
| Macroregione quattro (Macroregiunea patru) | RO4    | Sud-Vest Oltenia | RO41   | Distretto di Mehedinți       | RO413  |
| Macroregione quattro (Macroregiunea patru) | RO4    | Sud-Vest Oltenia | RO41   | Distretto di Olt             | RO414  |
| Macroregione quattro (Macroregiunea patru) | RO4    | Sud-Vest Oltenia | RO41   | Distretto di Vâlcea          | RO415  |
| Macroregione quattro (Macroregiunea patru) | RO4    | Vest             | RO42   | Distretto di Arad            | RO421  |
| Macroregione quattro (Macroregiunea patru) | RO4    | Vest             | RO42   | Distretto di Caraș-Severin   | RO422  |
| Macroregione quattro (Macroregiunea patru) | RO4    | Vest             | RO42   | Distretto di Hunedoara       | RO423  |
| Macroregione quattro (Macroregiunea patru) | RO4    | Vest             | RO42   | Distretto di Timiș           | RO424  |

Nel 2003 erano:
| NUTS 1  | Codice | NUTS 2           | Codice | NUTS 3                       | Codice |
| ------- | ------ | ---------------- | ------ | ---------------------------- | ------ |
| Romania | RO0    | Nord-Est         | RO01   | Distretto di Bacău           | RO011  |
| Romania | RO0    | Nord-Est         | RO01   | Distretto di Botoșani        | RO012  |
| Romania | RO0    | Nord-Est         | RO01   | Distretto di Iași            | RO013  |
| Romania | RO0    | Nord-Est         | RO01   | Distretto di Neamț           | RO014  |
| Romania | RO0    | Nord-Est         | RO01   | Distretto di Suceava         | RO015  |
| Romania | RO0    | Nord-Est         | RO01   | Distretto di Vaslui          | RO016  |
| Romania | RO0    | Sud-Est          | RO02   | Distretto di Brăila          | RO021  |
| Romania | RO0    | Sud-Est          | RO02   | Distretto di Buzău           | RO022  |
| Romania | RO0    | Sud-Est          | RO02   | Distretto di Costanza        | RO023  |
| Romania | RO0    | Sud-Est          | RO02   | Distretto di Galați          | RO024  |
| Romania | RO0    | Sud-Est          | RO02   | Distretto di Tulcea          | RO025  |
| Romania | RO0    | Sud-Est          | RO02   | Distretto di Vrancea         | RO026  |
| Romania | RO0    | Sud-Muntenia     | RO03   | Distretto di Argeș           | RO031  |
| Romania | RO0    | Sud-Muntenia     | RO03   | Distretto di Călărași        | RO032  |
| Romania | RO0    | Sud-Muntenia     | RO03   | Distretto di Dâmbovița       | RO033  |
| Romania | RO0    | Sud-Muntenia     | RO03   | Distretto di Giurgiu         | RO034  |
| Romania | RO0    | Sud-Muntenia     | RO03   | Distretto di Ialomița        | RO035  |
| Romania | RO0    | Sud-Muntenia     | RO03   | Distretto di Prahova         | RO036  |
| Romania | RO0    | Sud-Muntenia     | RO03   | Distretto di Teleorman       | RO037  |
| Romania | RO0    | Sud-Vest Oltenia | RO04   | Distretto di Dolj            | RO041  |
| Romania | RO0    | Sud-Vest Oltenia | RO04   | Distretto di Gorj            | RO042  |
| Romania | RO0    | Sud-Vest Oltenia | RO04   | Distretto di Mehedinți       | RO043  |
| Romania | RO0    | Sud-Vest Oltenia | RO04   | Distretto di Olt             | RO044  |
| Romania | RO0    | Sud-Vest Oltenia | RO04   | Distretto di Vâlcea          | RO045  |
| Romania | RO0    | Vest             | RO05   | Distretto di Arad            | RO051  |
| Romania | RO0    | Vest             | RO05   | Distretto di Caraș-Severin   | RO052  |
| Romania | RO0    | Vest             | RO05   | Distretto di Hunedoara       | RO053  |
| Romania | RO0    | Vest             | RO05   | Distretto di Timiș           | RO054  |
| Romania | RO0    | Nord-Vest        | RO06   | Distretto di Bihor           | RO061  |
| Romania | RO0    | Nord-Vest        | RO06   | Distretto di Bistrița-Năsăud | RO062  |
| Romania | RO0    | Nord-Vest        | RO06   | Distretto di Cluj            | RO063  |
| Romania | RO0    | Nord-Vest        | RO06   | Distretto di Maramureș       | RO064  |
| Romania | RO0    | Nord-Vest        | RO06   | Distretto di Satu Mare       | RO065  |
| Romania | RO0    | Nord-Vest        | RO06   | Distretto di Sălaj           | RO066  |
| Romania | RO0    | Centru           | RO07   | Distretto di Alba            | RO071  |
| Romania | RO0    | Centru           | RO07   | Distretto di Brașov          | RO072  |
| Romania | RO0    | Centru           | RO07   | Distretto di Covasna         | RO073  |
| Romania | RO0    | Centru           | RO07   | Distretto di Harghita        | RO074  |
| Romania | RO0    | Centru           | RO07   | Distretto di Mureș           | RO075  |
| Romania | RO0    | Centru           | RO07   | Distretto di Sibiu           | RO076  |
| Romania | RO0    | Bucharest-Ilfov  | RO08   | Bucarest                     | RO081  |
| Romania | RO0    | Bucharest-Ilfov  | RO08   | Distretto di Ilfov           | RO082  |

## LAU
Sotto i livelli NUTS, e i due LAU (Local Administrative Units):
| Livelli | Suddivisioni                                        | #    |
| ------- | --------------------------------------------------- | ---- |
| LAU 1   | — (come NUTS 3)                                     | 42   |
| LAU 2   | Municipi della Romania (Comune + Municipii + Orașe) | 3174 |

LAU qui:RO_LAU_2007